# Langsat Permai
Langsat Permai is een bestuurslaag in het regentschap Siak van de provincie Riau, Indonesië. Langsat Permai telt 1177 inwoners (volkstelling 2010).